# Orális szex

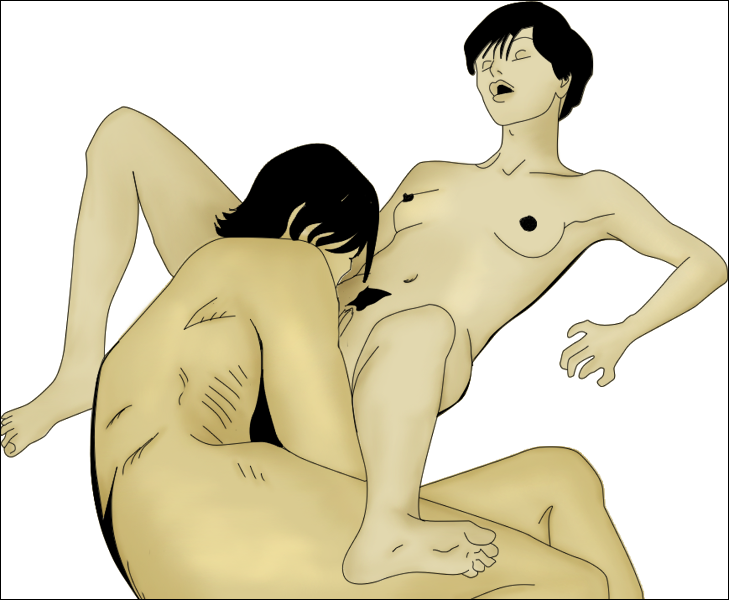
Orális szex

Illusztráció felláció kivitelezéséről

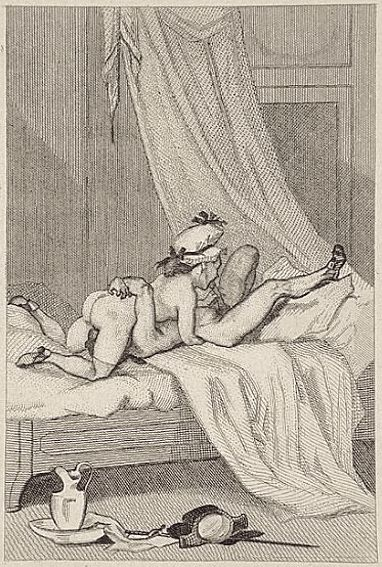
Félicien Rops illusztrációja: Egy pár franciázik

Az orális szex körébe tartozik minden olyan szexuális tevékenység, amikor a nemi szerveket szájjal, nyelvvel stb. ingerlik. A – vélhetően az ember felegyenesedése óta ismert és gyakorolt – módszer közmegítélése kultúráról kultúrára, korról korra változó; korai említései közül kitűnik a Kámaszútra.
A latin oralis szó az os ('száj') szó képzéséből származik, és csak annyit jelent, hogy 'szájjal kapcsolatos'. Vagyis önmagában korántsem vonatkozik automatikusan a szex témájára. Egy gyógyszer „orális alkalmazása” a gyógyszer elszopogatását vagy lenyelését jelentheti, a petitio oralis pedig a jogban a szóban előadott keresetet jelenti.

## Elnevezések
Az orális szexről legtöbbször eufemizmusokkal vagy szlengkifejezésekkel beszélnek. Férfi nemi szervén végezve szakszóval fellációnak hívják, de a szlengben széles körben használják a (le)szopás elnevezést is. A fellatio a latin fellare igéből származik, ami annyit tesz: „szopni”. – A női nemi szerven végzett orális szex hivatalos neve kunnilingusz, a köznyelvben pedig (ki)nyalás. – Erős vulgáris kifejezés, súlyos sértésnek számít még az orális szex végzésére való felszólítás is.
Az orális szex két résztvevőjét többféleképp lehet említeni, a cselekvés/tétlenség, illetve a behatolás/befogadás szempontjából (bővebben lásd alább). – Ebben a cikkben az előbbit követjük, és azt a felet, aki szájával végzi az aktust, aktívnak, a másikat pedig, aki nemi szervével részesül benne, passzívnak nevezzük.

## Motivációi
Az orális szex a fogamzásgátlás eszköze lehet, mivel terhesség csak úgy jöhet létre, ha az ondó a vaginába kerül. Sokan ezért folyamodnak az orális szexhez a hagyományos közösülés helyett.
Noha némelyeket taszít a gondolata, sokan mások izgatónak találják az orális szexet, és olyankor is élnek vele, amikor nem a terhesség elkerülése a cél, sokszor az előjáték részeként.
Nemcsak a nemi szervek érzékenyek és vannak bőségesen ellátva idegvégződésekkel, hanem a száj, a nyelv és az ajkak is, ezért az orális szex élvezete nem pusztán a passzív félre korlátozódik.

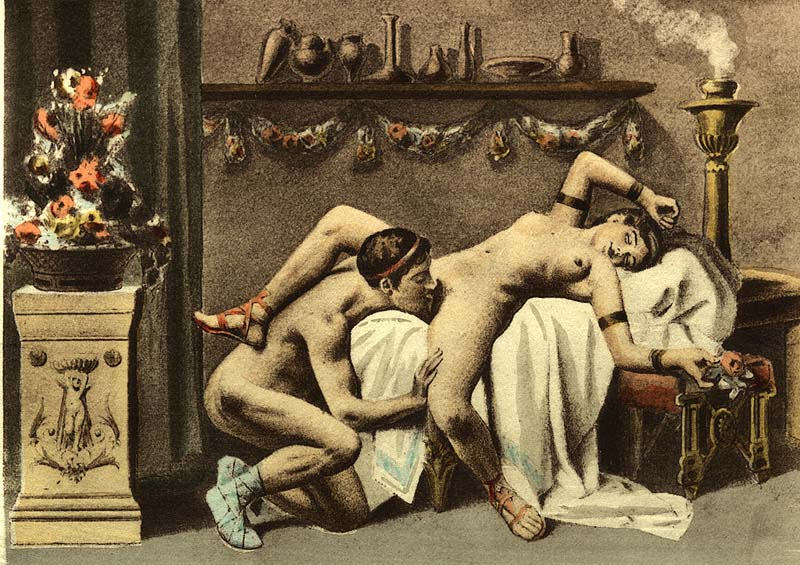
Orális szex a képzőművészetben

## Technikák

### Felláció
A leggyakoribb eljárás szerint az aktív fél a szájába veszi a merev pénisz makkját, miközben a kezével ritmikusan simogatja/mozgatja a pénisz többi részét; a herét és a pénisz törzsét is nyalni lehet. A péniszre kifejtett nyomást és dörzsölést gyakran szívó hatással élénkítik.
A résztvevők kívánsága szerint az izgatásnak ez a formája az orgazmusig és ejakulációig vihető; a kilövellő ondót az aktív fél le is nyelheti. Megjegyzendő, hogy a pénisz intenzív szexuális ingerlése folyamán gyakran kis mennyiségű folyadék, előváladék jelenik meg a húgycső kimenetén, a pénisz végén. Ezt a folyadékot a Cowper-mirigyek állítják elő, és nem ondó, de tartalmazhat élő spermiumokat. Ezeknek a cseppeknek az a funkciója, hogy megtisztítsák a húgycsövet és előkészítsék az ondó kilövellésére, valamint hogy síkosítást nyújtson a fityma és a makk számára az előjáték és a közösülés során. – A felláció egészségügyi hátteréről lásd alább.
Az egyik módszer szerint az aktív fél zümmögő/dünnyögő hangot hallat, amellyel vibráló érzést hoz létre. 
Egy másik technika a mélytorok, amelyet azonos néven a pornófilmekben népszerűsítenek. Ennek során az egész péniszt beveszik a szájba, a törzsét enyhén meghajlítva, hogy feje részben lecsúszhasson az aktív fél torkán. – Ez kellő odafigyelés nélkül hányingert okozhat, valamint a lágy szájpadlás és garat lazább szövetei megsérülhetnek.

#### Autofelláció
A férfiak kis százaléka rendelkezik megfelelő hosszúságú pénisszel és testi hajlékonysággal ahhoz, hogy saját péniszüket a szájukba vegyék; ezt autofellációnak (magyarul önleszopásnak) hívják. – Ez a technika megfelelő adottságok, illetve előkészületek nélkül ideiglenes vagy maradandó gerincsérülést okozhat.

#### Irrumáció
Az irrumáció hasonló a fellációhoz, azzal a különbséggel, hogy ez esetben a szájba mint passzív nyílásba hatolnak be. Ilyenkor arra a személyre, akinek a szájába behatolnak, passzív szerep hárul, és nemigen van módja befolyásolni az eseményeket. Ennek trágár neve szopatás.

### Kunnilingusz
A kunnilingusz során a vulvát és különösen a csiklót (clitoris) csókolják vagy nyalják nyelvvel és ajakkal, mert a csikló a leginkább beidegzett női nemiszerv, amelynek kizárólagos funkciója a szexuális öröm és az orgazmus. A hüvely bemenetét is lehet nyelvvel izgatni. A kunnilingusz gyakran hatékonyabban tud egy nőt orgazmushoz juttatni, mint maga a közösülés, mivel közvetlenül a csiklót ingerli. A leheletet oly módon is lehet frissíteni (például erős mentolos cukorral), hogy a vulva is érezze a frissességet. – A zümmögés kunnilingusz közben is lehetséges és hatékony, csakúgy mint felláció során.
Akrobatikus képességeket igénylő mutatvány a nők számára, amikor orális önkielégítésben kívánnak részesülni, ez a fajta szexuális magatartás még az autofellációnál is ritkább autokunnilingusz (magyarul önkinyalás).

### A hatvankilenc
Mindkét fél egyszerre is végezhet orális szexet a hatvankilences pozícióban, amelyet az arab 69 szám alakjáról neveztek el.

### Zümmögés
A felláció vagy kunnilingusz passzív résztvevője gyakran izgatónak találja, ha az aktív fél a művelet közben zümmög vagy dúdol. E hatás révén az aktív fél szájában rezgés jön létre, bár a mechanikus vibrátortól eltérően a szájban eleve adott síkosító van (a nyál), és a száj finomabban igazítható.

### Anilingusz
Bár az ánusz nem tartozik a nemi szervek közé, az anilinguszt – a végbélnyílás orális ingerlését, amit szintén kinyalásnak neveznek – gyakran szintén az orális szex körébe sorolják.

### Eszterlánc
A csoportosan végzett orális szex egyik formája az eszterlánc (angolul daisy chain). Legalább három személy vesz részt oly módon, hogy a résztvevők egy kört formálnak, és mindegyikük ad és kap is orális izgatást. A láncban tisztán heteroszexuális, férfi-nő kapcsolat csak akkor áll fenn, ha páros számú résztvevő van.

## Egészségügyi vonatkozások

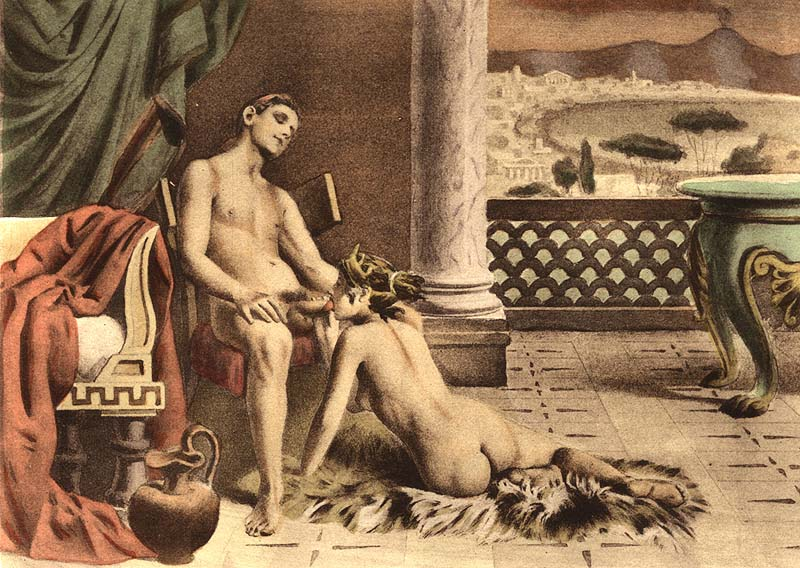
Felláció egy 19. századi művészi ábrázoláson

Az ondó vizet, kis mennyiségű sót, fehérjét és fruktóz alakú cukrot (gyümölcscukrot) tartalmaz. Enyhén lúgos kémhatású, ami miatt némelyek keserűnek vagy enyhén sósnak találják az ízét. Ezzel együtt sem a férfi, sem a női szexuális testnedvek önmagukban véve nem ártalmasak a partner számára, eltekintve a nemi úton terjedő betegségektől (részletesen lásd alább).
Egyes híresztelések az ondót táplálóként és jelentős fehérjeforrásként említik; ez azonban legföljebb elenyésző mértékben igaz. Az ondó csak kis mennyiségű fehérjét tartalmaz, ráadásul orális szex során rendszerint csak kevés áll belőle rendelkezésre. Legalább egy tanulmány eredményei alapján azonban úgy tűnik, hogy az ondó olyan hormonokat vagy hormonhatású hatóanyagokat tartalmaz, amelyek javíthatják a kedélyt és csökkenthetik a depresszió esélyét vagy mértékét, ha az ondó nyálkahártyán keresztül jut be a szervezetbe (például szájon, vaginán vagy a végbélen át). Ez vélhetőleg akkor is így van, ha lenyelik és megemésztik.
A résztvevőknek érdemes ügyelni rá, hogy a fogukkal meg ne harapják vagy meg ne karcolják a nemi szerveket. A száj belseje is megsérülhet a pénisztől, ha túl durván folytatják az orális szexet. – A temporomandibuláris (halánték–állkapcsi) ízületi rendellenességgel  élők számára az orális szex aktív formája kellemetlen lehet.

### Szexuális úton terjedő betegségek
Bár az orális szexet túlnyomórészt jóval biztonságosabbnak tartják, mint a vaginális, illetve az anális szexet, ilyen úton is el lehet kapni számos nemi úton terjedő betegséget, mint például a chlamydiát, a humán papillomavírust, a trippert, a herpeszt és másokat, esetleg az AIDS-et is. Érdemes kiemelni, hogy a HIV-vel (az AIDS betegséget okozó vírussal) fertőzött ember szexuális testnedveivel ajánlatos mindennemű érintkezést kerülni.
Az orális szexet érdemes olyankor is kerülni, ha az aktív fél szájában seb, sérülés van vagy vérzik az ínye, ha fogat mosott, fogselymet használt vagy fogorvosi kezelésen vett részt, vagy ha ropogós ételt evett (például hasábburgonyát), mert ezek mindegyike kis karcolásokat okozhat a száj belső felületén. Ezek a sérülések, még ha mikroszkopikus méretűek is, növelhetik a nemi úton terjedő betegségek fertőzésének esélyét, amelyek ilyenkor a száj sebein át következhetnek be. Ez a fajta kontaktus szokványosabb fertőzéseket is okozhat a nemi szervekben vagy azok körül lévő, illetve azok által kiválasztott, köznapi baktériumok és vírusok révén. Ezek miatt sok orvos javasolja az óvszer használatát felláció esetére (ilyen célra ízesített óvszerek is kaphatók), kunnilinguszhoz pedig műanyag vagy latexlapot (például dental damet vagy közönséges fóliát).

### Légembólia
Ha egy terhes nő vaginájába erőteljesen levegőt fújnak, rendkívül kis eséllyel, de előfordulhat, hogy egy légbuborék belép a nő vérkeringésébe a méhlepényen keresztül és embóliát okoz, amely halálhoz vezethet. Igen kevés beszámoló áll erről rendelkezése az orvosi szakirodalomban, és ritka esetnek tekintik. A vulva felszínére irányuló könnyed fújás azonban élvezetes és teljesen biztonságos is.

## Története

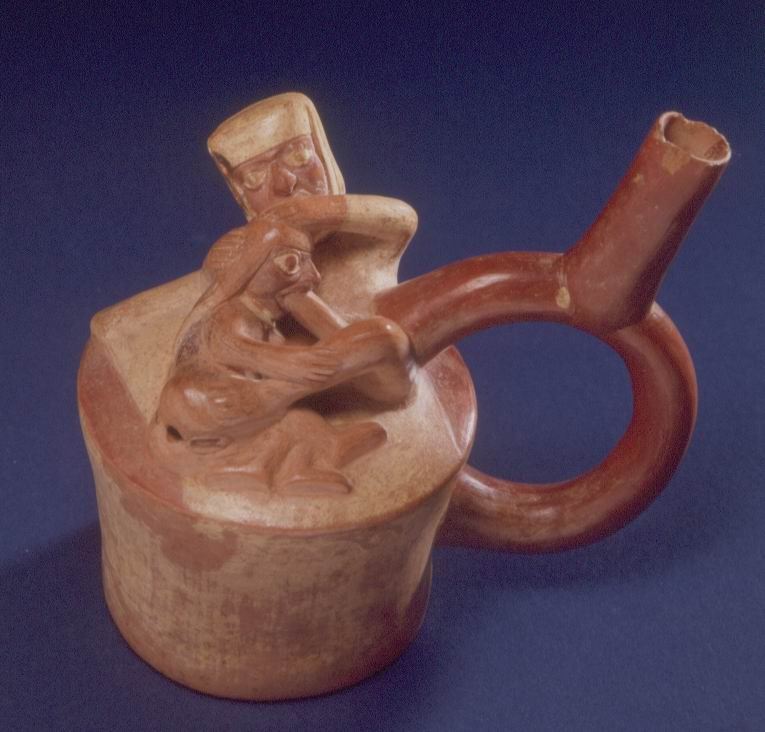
Díszes agyagedény, a mocse indián kultúra remeke

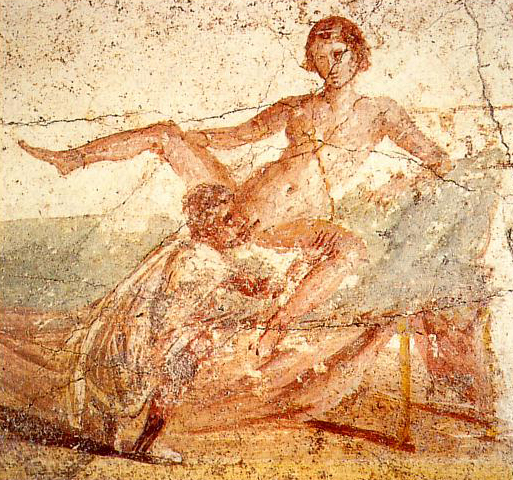
Pompeii falfestmény

A középkort megelőző időkben az orális szexet aránylag széles körben elfogadták – bizonyos megkötésekkel – azokban a kultúrákban, ahol rendszeres volt a fürdőzés. A középkor kezdetétől fogva azonban tabunak tartották számos nyugati országban.
Az ókorban is léteztek azonban még jelentős tabuk: a kereszténység előtti ókori Róma mediterrán társadalmában a két fél testhelyzetének szimbolikus jelentősége volt, annak tudniillik, hogy „ki van felül”, erre utal számos, a szexualitással kapcsolatos latin szó környezete (például az orális behatolást jelentő, egyértelműen durva szónak számító 'irrumo', 'irrumpo', szó szerint: 'betör', 'rátör').
Az ókorban a leszboszi nőkről – ironikus módon – úgy tartották, ők vezették be a felláció gyakorlatát, és állítólag az ondóhoz hasonlóvá fehérítették az ajkukat. Noha Görögországban többnyire az orális szexet végző személyt tekintették aktívnak, és akin végezték, azt passzívnak, mint láttuk, a római szimbolikus testnyelvben a helyzet fordított.

### Jelenkori megítélése
Ma az orális szex végzését és az abban való részesülést egyaránt tekintik aktívnak és passzívnak. A meleg férfiak az orális szex végzését rendszerint aktívnak tekintik, a heteroszexuális nőket pedig ugyanezen művelet során gyakran passzív partnerként kezelik. Az orális szex névlegesen még mindig tiltottnak számít egyes nyugati országok törvényhozásában (sokszor az ún. szodómiatörvény hatálya alatt), számos más országban pedig kifejezetten törvénysértő. Ezek a törvények azonban nemritkán az azonos nemű párokat célozzák, vagy csak velük szemben alkalmazzák őket.
A meghatározás kérdése az 1998-as Lewinsky-botrány során merült fel élesebben, amikor az akkori USA-elnök, Bill Clinton nyilvánosan kijelentette: „Nem volt azzal a nővel szexuális viszonyom”, noha többször részesült Monica Lewinskytől orális szexben. Egy telefonbeszélgetésben, amit Lewinsky folytatott Clintonnal való találkozója után, mikor megkérdezték, volt-e köztük szex, Lewinsky úgy felelt: „Nem, csak szórakoztunk.”